# Millane Fernandez
Millane Fernandez (* 23. Juli 1986 in Jakarta, Indonesien) ist eine deutsch-indonesische Popsängerin.

## Biographie
Millane Fernandez wurde 1986 als Tochter eines Indonesiers und einer Deutschen in Jakarta geboren. 1998 wanderte sie mit ihrer Familie nach Deutschland aus, wo sie in Hamburg-Harburg lebte und die Gesamtschule Harburg besuchte. Im Frühjahr 2001 bekam sie ihren ersten Plattenvertrag bei der damaligen BMG Berlin Musik GmbH/Hansa. Sie wurde unter mehr als 1.100 Bewerberinnen bei einer Aktion der Bild-Zeitung zur Nachfolgerin Blümchens gewählt. Einen Tag nach ihrer Wahl stand Millane im Studio und nahm den Song Boom Boom auf, dessen Produzent Dieter Bohlen war. 18 Wochen lang war der Song in den deutschen Charts, davon allein acht Wochen in den Top 30. Die höchste Platzierung war Platz 21. Die Single verkaufte sich über 110.000 mal. Ihren ersten großen Fernsehauftritt hatte sie während der Präsentation ihrer Debütsingle vor knapp 14 Millionen Zuschauern bei der deutschen Grand-Prix-Vorentscheidung 2001. Weitere Auftritte bei Shows und Großveranstaltungen folgten.
Ihre zweite Single I Miss You (auch bekannt als Dam Dubi Dam) hielt sich zehn Wochen in den Charts. Die Erstpressung der Single war innerhalb von 13 Tagen ausverkauft, weshalb am 31. August 2001 eine Neuauflage der Single mit anderem CD-Cover & Design powered by Bild erschien. Die Single erschien erst als Dam Dubi Dam und anschließend als I Miss You (Dam Dubi Dam). Aufgrund von Unstimmigkeiten mit Verträgen trennten sich Ende 2001 die Wege von Fernandez und Produzent Dieter Bohlen. Entgegen den Erwartungen erschien in den Jahren 2002 und 2003 keine neue Single. Millane trat lediglich auf einigen Veranstaltungen auf, sang im Gospel Chor (Gospel Train Hamburg) und mit Künstlern wie Dave Dee, Mungo Jerry und Graham Harrison.
2003 spielte sie im Musical Time After Time (Aufführung im Delphi Showpalast, Hamburg), neben Horst Kuska (männl. Hauptrolle Musikwissenschaftler Prof. van Seeberg) die weibliche Hauptrolle Britney Westermann. Das Musical spielt im Jahre 2525. Die beiden suchen per Zeitmaschine nach dem Sound der aufregendsten Musikepoche (1959–1999). Gesungen werden von Millane unter anderem die Songs I Know Him Well, I Wanna Dance with Somebody (Who Loves Me), Lambada, 99 Luftballons, Unchained Melody, You’ve Got a Friend und viele mehr. Vor Fernandez spielte Juliette Schoppmann die Rolle der Britney. Als diese aber mit Deutschland sucht den Superstar erfolgreich wurde, übernahm Millane ihren Part.
Nach langer Zeit erschien am 28. Juni 2004 mit neuem Team und neuer Plattenfirma (Edel/Uni4 Records) ihre neue Single What a Good Man, die keine Platzierung in den deutschen Charts erreichte. Die Backing Vocals in dem Song wurden damals von Natalie Horler, Sängerin der deutschen Gruppe (Cascada) übernommen. Der Vertrag mit Edel Music wurde nach einer Single wieder aufgelöst. 2005 schloss sie sich mit dem Produzenten Pierce Vaughn zusammen, um wieder Songs aufzunehmen. 2007 gewann sie gegen 40.000 Mitbewerber den VJ Hunt bei MTV Indonesia und moderierte danach einige Zeit bei dem Sender.
2010 stand Fernandez als „Ratna“ für das Musical „Gita Cinta“ in Jakarta auf der Bühne. 2011 und 2012 wurden ihre Singles You Broke My Heart und Just You And I in Indonesien veröffentlicht. Sie erschienen beim indonesischen Musiklabel Aquarius Musikindo.
2014 nahm Fernandez gemeinsam mit David Correy die indonesische Version von Coca-Colas WM-Song „The world is ours“ auf. Im Herbst 2014 war sie Jurymitglied der indonesischen Version von Rising Star.
Am 17. November 2020 stand Millane der deutschen Bild-Zeitung nach rund 20 Jahren in einem Interview zur COVID-19-Pandemie zur Verfügung. Sie ist laut eigenen Aussagen aus den USA nach Deutschland zurückgekehrt.

## Diskografie

### Singles
- 2001: „Boom Boom“ (BMG Berlin/Hansa)
- 2001: „I Miss You“ (Dam Dubi Dam) (BMG Berlin/Hansa)
- 2004: „What a Good Man“ (EMI Music Deutschland)
- 2011: „You Broke My Heart“ (Aquarius Musikindo)
- 2012: „Just You And I“ (Aquarius Musikindo)
- 2014: „The world is ours“ ft. David Correy (Fifa World Cup Indonesia 2014)